# Una donna vivace
Una donna vivace (Vivacious Lady) è un film del 1938 diretto e prodotto da George Stevens e ispirato al racconto omonimo di I.A.R. Wylie.

## Trama
Peter Morgan, serio professore di botanica in una piccola università, viene inviato a New York alla ricerca del cugino Keith, pecora nera della famiglia, per ricondurlo a casa. Keith è assiduo cliente di un night club in cui si esibisce la cantante-ballerina Francey. Tra Francey e il professore scatta il colpo di fulmine e, dopo una notte passata in giro per la città, i due si sposano.
Al ritorno a casa, il problema è come annunciare il matrimonio ai genitori di Peter: suo padre, severo e all'antica, è il rettore dell'università, sua madre è debole di cuore. Peter decide di dare la notizia durante una festa dell'università, ma il piano fallisce per un litigio tra Francey, scambiata per una delle tante conquiste del cugino gaudente, e Helen, fidanzata e ormai ex promessa sposa di Peter.
Keith suggerisce di far iscrivere Francey all'ateneo, trovandole alloggio in un collegio femminile, mentre Peter tenta di spiegare in qualche modo a suo padre la verità. Più volte, mentre è sul punto di parlare, viene interrotto da qualche contrattempo e, alla fine, rinuncia quando sua madre cade in preda a uno dei soliti attacchi di cuore.
Successivamente, tra la madre di Peter e la finta studentessa di botanica, si crea un clima di confidenza: le due cominciano a frequentarsi e, mentre la donna rivela che la malattia di cuore è in realtà solo un pretesto per sfuggire al marito pedante e autoritario, la ragazza le spiega cosa c'è veramente tra lei e Peter. Keith arriva improvvisamente e, contento di sapere che le due donne si sono dette tutto, festeggia l'avvenimento insegnando loro l'ultimo ballo di moda a Manhattan.
L'austero rettore sorprende la moglie a gambe all'aria mentre si lancia in una danza disinibita e, incolpando Francey di portare scompiglio in una famiglia di sani principi, la invita a fare le valigie e a divorziare da suo figlio minacciando di revocargli l'incarico di docente. La ragazza accetta, ma con lei decide di partire anche la moglie del rettore, stufa di trent'anni di frustrazioni.
Avvisato da Keith di quanto sta accadendo, Peter decide di vendicarsi di suo padre mettendo in ridicolo l'istituzione che presiede: si fa trovare ubriaco dagli ispettori del governo mentre tiene una lezione in aula e rassegna le dimissioni.
Il rettore cerca di raggiungere le due donne prima che parta il loro treno, ma non riesce a fermarle. Insieme a suo figlio, si lancia in auto alla rincorsa del convoglio e lo anticipa alla prossima fermata bloccando i binari con l'automobile per impedirgli di ripartire. Entrambi i matrimoni sono salvi: Peter e Francey possono finalmente godersi, in treno, la loro luna di miele.

## Realizzazione
È la classica commedia degli equivoci con risvolti morali e considerazioni sul matrimonio.

## Riconoscimenti
- Fu presentato alla 6ª Mostra internazionale d'arte cinematografica di Venezia nell'agosto 1938, dove George Stevens ricevette un premio non ufficiale.
- Fu candidato ai premi Oscar 1939 per la miglior fotografia e per il miglior sonoro.